# MG 17 機関銃
MG 17 機関銃（MG 17 きかんじゅう、ドイツ語: Maschinengewehr 17）は、1933年にドイツのラインメタル社が開発した固定式の航空機関銃である。
第二次世界大戦以前からドイツ空軍の航空機に多数搭載され、旋回式として他にMG 15があった。

## 概要
MG 17はスイスのゾロターン（英語読みでソロサーン）社製で、ラインメタル社も裏で開発に係わっていたMG 30から発展したもので、作動方式は同じであったが、箱形弾倉だったものが、ヴェルサイユ条約で禁止されていたベルト給弾方式に変更されている。
再軍備を始めたドイツ空軍航空機の固定機関銃として採用され、航空機と共に他国に輸出も行われている。
しかし、このクラスの機関銃は航空機用として威力不足と見なされるようになり、Bf 109E戦闘機では主翼武装がMG FFに変更され、1941年には機首固定式・旋回式としてMG 131が採用されたが、一部の機体では終戦まで用いられている。
旋回式のMG 15は以前から空軍地上部隊の装備としても使われていたが、MG 131に更新され余剰となったMG 17も、即製の銃架（ラフェッテ）に載せられ、地上部隊で使用された。（外部画像リンク）

## 日本におけるMG 17
昭和13年(1938年)、大日本帝国陸軍では少数を輸入、ヴィッカース系の八九式固定機関銃の後継となる、九八式固定機関銃の名で仮制式とした。
当時ドイツでは旧型扱いのMG 17であったが、それまでに使用されていたものと比べて発射速度が高いことが評価され、輸入品をもとに国産化が進められたが、国産のばねの品質が劣り、プロペラ同調不良が多発したため、実際には量産されなかった。なお、輸入されたMG 17はキ43（一式戦闘機「隼」）の試作1-3号機に搭載されていた。

## 搭載機
- He 51
- Hs 123
- He 100
- He 112
- Fw 189
- Ar 196
- Hs 129
- Bf 109
- Bf 110
- Do 17/215
- Do 217
- Fw 190
- Ju 87
- Ju 88C型（夜間戦闘機型）
- He 111
- fw 200